# Vera Lewis
Pour les articles homonymes, voir Lewis.
Vera Lewis est une actrice américaine, née Vera Mackey le 10 juin 1873 à New York (État de New York), morte le 8 février 1956 à Los Angeles — Quartier de Woodland Hills (Californie).

## Biographie
Vera Lewis (épouse de l'acteur Ralph Lewis) débute au cinéma en 1915 et contribue jusqu'en 1947 (année où elle se retire) à cent-quatre-vingt-cinq films américains — parfois dans des petits rôles non crédités —, dont une soixantaine muets.
Épouse de l'acteur américain Ralph Lewis (1872-1937), elle tourne sept films muets à ses côtés, dont Intolérance de D. W. Griffith (1916, avec Lillian Gish et Mae Marsh). Parmi ses autres films notables, citons Ramona d'Edwin Carewe (1928, avec Dolores del Río et Warner Baxter), L'Ange blanc de William A. Wellman (1931, avec Barbara Stanwyck et Ben Lyon), Rêves de jeunesse de Michael Curtiz (1938, avec Priscilla Lane et Claude Rains), ou encore La Péniche de l'amour d'Archie Mayo (1942, avec Jean Gabin et Ida Lupino).

## Filmographie partielle
- 1915 : The Caprices of Kitty de Phillips Smalley
- 1916 : Intolérance (Intolerance : Love's Struggle Throughout the Ages) de D. W. Griffith
- 1917 : Jack et le Haricot magique (Jack and the Beanstalk) de Chester M. Franklin et Sidney Franklin
- 1917 : The Trouble Buster de Frank Reicher
- 1917 : Lost in Transit de Donald Crisp
- 1918 : A Bit of Jade d'Edward Sloman
- 1918 : Rêve brisé (A Weaver of Dreams) de John H. Collins : Tante Hattie Taylor
- 1919 : The Long Lane's Turning de Louis Chaudet
- 1919 : As the Sun went Down d'E. Mason Hopper
- 1919 : The Pest de Christy Cabanne
- 1919 : Yvonne from Paris d'Emmett J. Flynn
- 1919 : Lombardi, Ltd. de Jack Conway
- 1920 : The Blooming Angel de Victor Schertzinger
- 1920 : La Jolie Infirmière (Nurse Marjorie) de William Desmond Taylor
- 1920 : The Poor Simp de Victor Heerman
- 1920 : A Full House de James Cruze
- 1920 : She Couldn't Help It
- 1922 : The Glorious Fool d'E. Mason Hopper
- 1922 : Peg de mon cœur (Peg o' My Heart) de King Vidor
- 1922 : Nancy from Nowhere de Chester M. Franklin
- 1923 : Desire de Rowland V. Lee
- 1923 : Le Cœur et la Dot (The Marriage Market) d'Edward LeSaint
- 1923 : Le Petit Prince (Long Live the King) de Victor Schertzinger
- 1923 : La Première Femme (Brass) de Sidney Franklin
- 1924 : How to Educate a Wife de Monta Bell
- 1924 : Cornered de William Beaudine
- 1924 : La vie et la mort ont croisé le fer (In Every Woman's Life) de Irving Cummings
- 1925 : L'Avalanche (Enticement) de George Archainbaud
- 1925 : The Only Thing de Jack Conway
- 1925 : Domination (Eve's Secret) de Clarence G. Badger
- 1925 : Le Sublime Calvaire de Stella Dallas (Stella Dallas) d'Henry King
- 1926 : The Passionate Quest de J. Stuart Blackton
- 1926 : Si tu vois ma nièce (Ella Cinders) de Alfred E. Green
- 1926 : The Lily de Victor Schertzinger
- 1926 : Mon oncle d'Amérique (Take It from Me) de William A. Seiter
- 1927 : Resurrection d'Edwin Carewe
- 1927 : Thumbs Down de Phil Rosen
- 1927 : What happened to Father ? de John G. Adolfi
- 1928 : Ramona d'Edwin Carewe
- 1928 : The Home Towners de Bryan Foy
- 1928 : Satan and the Woman de Burton L. King
- 1928 : Épouvante (Something Always Happens), de Frank Tuttle
- 1929 : Le Masque de fer (The Iron Mask) d'Allan Dwan
- 1930 : Wide Open d'Archie Mayo
- 1931 : L'Ange blanc (Night Nurse) de William A. Wellman
- 1931 : Command Performance de Walter Lang
- 1933 : King Kong de Merian C. Cooper et Ernest B. Schoedsack
- 1933 : Moi et le Baron (Meet the Baron) de Walter Lang
- 1935 : Paddy O'Day de Lewis Seiler
- 1935 : Roaring Roads de Charles E. Roberts
- 1935 : Les Joies de la famille (Man on the Flying Trapeze) de Clyde Bruckman
- 1935 : À travers l'orage (Way Down East) d'Henry King
- 1936 : Le Danseur pirate (Dancing Pirate) de Lloyd Corrigan
- 1936 : Missing Girls (en) de Phil Rosen
- 1937 : La Joyeuse Suicidée (Nothing Sacred) de William A. Wellman
- 1938 : Rêves de jeunesse (Four Daughters) de Michael Curtiz
- 1938 : Caprice d'un soir (Comet Over Broadway) de Busby Berkeley
- 1938 : Les Anges aux figures sales (Angels with Dirty Faces) de Michael Curtiz
- 1938 : Le Vantard (Boy Meets Girl) de Lloyd Bacon
- 1938 : Menaces sur la ville (Racket Busters) de Lloyd Bacon
- 1939 : Women in the Wind de John Farrow
- 1939 : Le Retour du docteur X (The Return of Doctor X) de Vincent Sherman
- 1939 : Fausses Notes (Naughty but Nice) de Ray Enright
- 1939 : Hell's Kitchen d'Ewald André Dupont et Lewis Seiler
- 1939 : Quatre Jeunes Femmes (Four Wives), de Michael Curtiz
- 1939 : Monsieur Smith au Sénat (Mr. Smith goes to Washington) de Frank Capra
- 1939 : Les Fantastiques Années 20 (The Roaring Twenties) de Raoul Walsh
- 1939 : Nancy Drew et l'escalier secret (Nancy Drew and the Hidden Staircase) de William Clemens
- 1940 : The Courageous Dr. Christian (en) de Bernard Vorhaus
- 1940 : L'Étrangère (All This, and Heaven Too) d'Anatole Litvak
- 1941 : Femmes adorables (Four Mothers) de William Keighley
- 1941 : Une épouse modèle (Model Wife) de Leigh Jason
- 1941 : La Charge fantastique (They died with their Boots on) de Raoul Walsh
- 1941 : Honeymoon for Three de Lloyd Bacon
- 1942 : Lady Gangster de Robert Florey
- 1942 : La Péniche de l'amour (Moontide) d'Archie Mayo
- 1943 : Someone to Remember de Robert Siodmak
- 1943 : La Petite Exilée (Princess O'Rourke) de Norman Krasna
- 1944 : Le Suspect (The Suspect) de Robert Siodmak
- 1944 : Femme aimée est toujours jolie (Mr. Skeffington) de Vincent Sherman
- 1946 : The Cat Creeps d'Erle C. Kenton
- 1946 : Les Tueurs (The Killers) de Robert Siodmak
- 1947 : It's a Joke, Son! de Benjamin Stoloff